# Leucochloridium
Leucochloridium är ett släkte av plattmaskar. Leucochloridium ingår i familjen Leucochloridiidae.
Kladogram enligt Catalogue of Life:
| Leucochloridium | \| \| Leucochloridium melospizae \| \| \| \| \| \| Leucochloridium variae \| \| \| \| |
|                 | \| \| Leucochloridium melospizae \| \| \| \| \| \| Leucochloridium variae \| \| \| \| |
|                 | Neoleucochloridium                                                                    |
|                 |                                                                                       |
|                 | Urogonimus                                                                            |
|                 |                                                                                       |
|                 | Urotocus                                                                              |
|                 |                                                                                       |
|                 | Leucochloridium melospizae                                                            |
|                 |                                                                                       |
|                 | Leucochloridium variae                                                                |
|                 |                                                                                       |

|  | Leucochloridium melospizae |
|  |                            |
|  | Leucochloridium variae     |
|  |                            |

## Bildgalleri

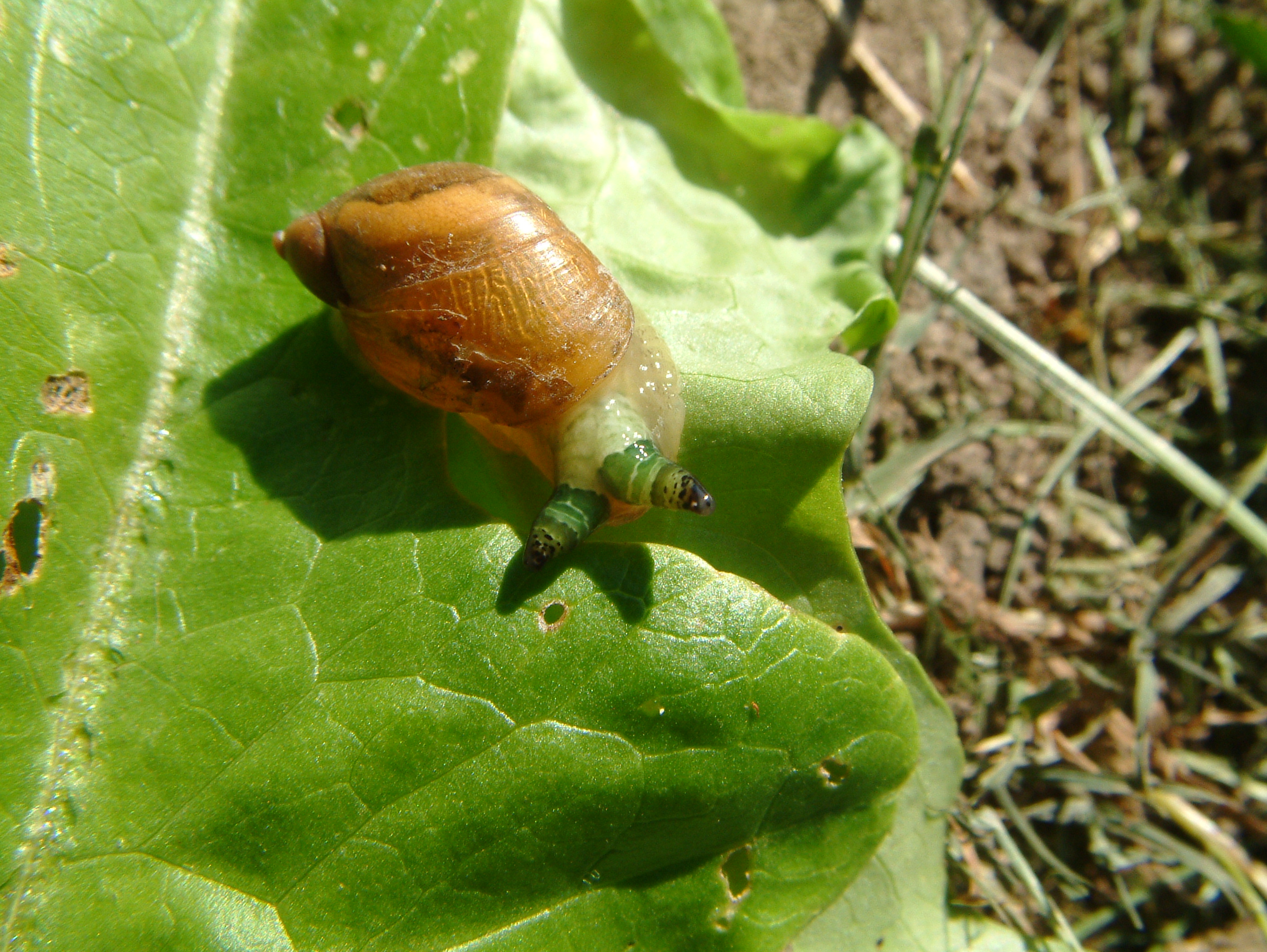
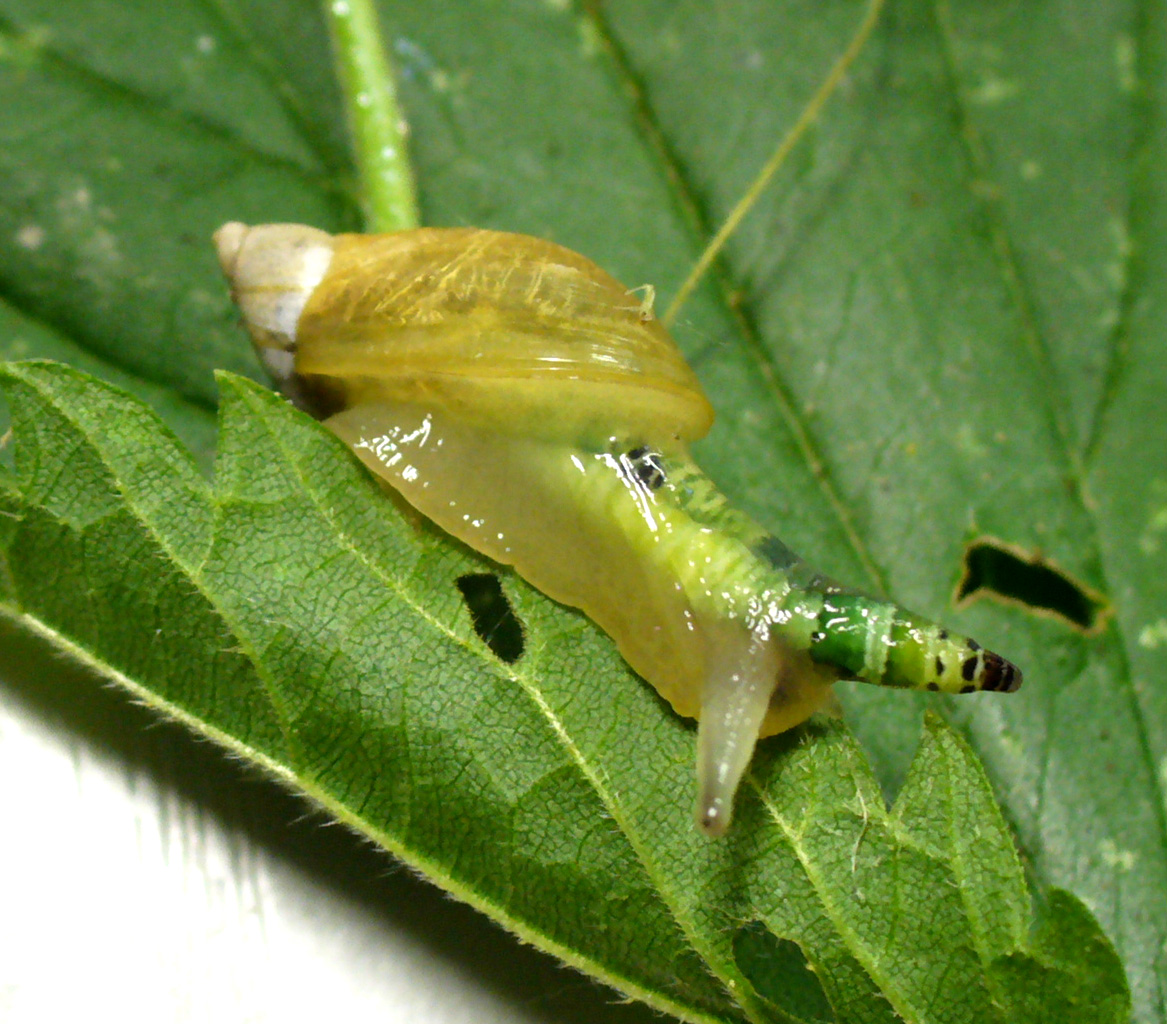